# Joseph Benda

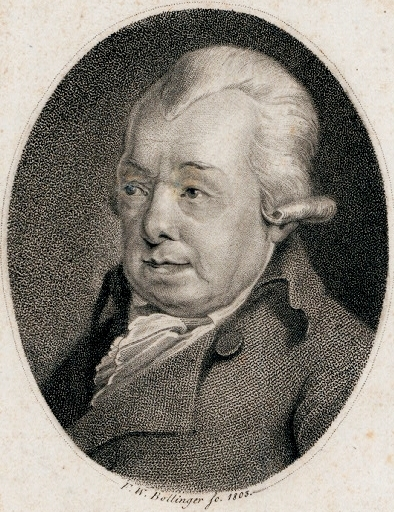
Joseph Benda

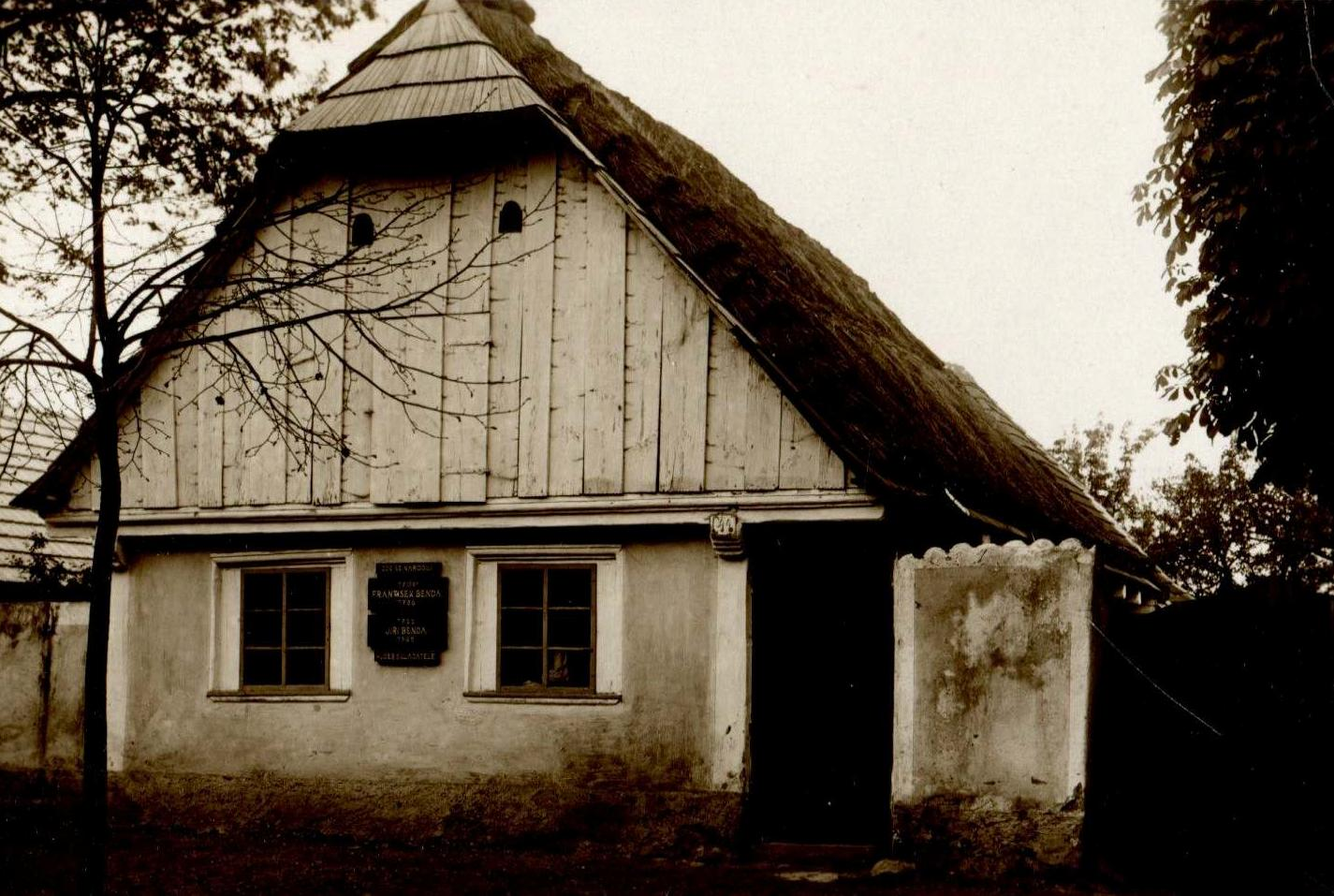
Benda Geburtshaus, erbaut 1706/07

Joseph Benda (getauft 7. Mai 1724 in  Alt-Benatek, Böhmen; † 22. Februar 1804 in Berlin) war ein böhmischer Musiker der Musikerfamilie Benda.

## Leben
Joseph Benda war der fünfte Sohn des Leinewebers und Musikers Hans Georg Benda und seiner Ehefrau Dorothea (1686–1762), geborene Brixi, Tochter des Dorfkantors Heinrich Brixi in Skalsko.
Bendas ältere Brüder Franz und Johann Georg waren bereits Violinisten in der Hofkapelle von Friedrich II., als er diesem 1742 während des Ersten Schlesischen Krieges im Winterquartier auf Schloss Lissa vorgestellt wurde. Er schickte den 18-jährigen Joseph umgehend zur Weiterbildung nach Potsdam, wo Franz Benda für die musikalische Weiterbildung sorgen sollte, und noch im selben Jahr wurde Joseph Benda als Violinist in die Hofkapelle aufgenommen. Die aus Glaubensgründen bedrängten Eltern konnten auf Vermittlung von Friedrich II. ebenfalls 1742 mit ihren Kindern Viktor (der zusammen mit dem Vater eine Leineweberei betrieben hatte, welche dann im Böhmischen Viertel von Potsdam wieder aufgenommen wurde) und Georg Anton sowie Anna Franziska von Böhmen nach Potsdam ausreisen.
Als Konzertmeister wurde Joseph Benda Amanuensis (Stellvertreter, „Rechte Hand“) seines allmählich kränkelnden Bruders Franz Benda und nach dessen Tod 1786 auch sein Nachfolger. Ihm folgte im Amt 1802 sein Neffe Carl Benda, jüngster Sohn Franz Bendas.
Joseph Benda war u. a. mit Johann Philipp Kirnberger befreundet, in dessen Briefwechsel er häufig erwähnt wird.
Der Musikjournalist Charles Burney beschrieb mehrere Begegnungen mit Joseph Benda in Berlin.

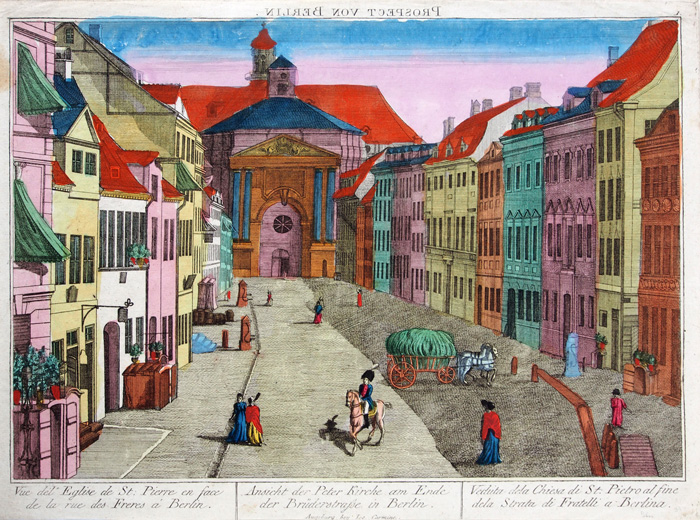
Berlin, Brüderstraße mit St. Petri um 1800, kolorierter Kupferstich

Benda engagierte sich bis ins hohe Alter für die von seinem ältesten Sohn gegründeten sogenannten Liebhaberkonzerte und bestritt am 22. Dezember 1793 im Rahmen der umfangreichen Feierlichkeiten anlässlich des Einzugs von Kronprinzessin Luise ein Festkonzert im traditionellen Corsicaischen Saale gegenüber Schloss Monbijou.
Joseph Benda wohnte mit seiner Familie in der Brüderstraße 19 an der Petrikirche, in deren Kirchenbuch sein Tod für den 22. Februar 1804 eingetragen ist. Die beiden Söhne Johann Friedrich Ernst Benda (1749–1785) und Carl Friedrich Franz Benda (1754–1816) waren ebenfalls Violinisten in der königlichen Hofkapelle, ihre Taufpaten waren Mitglieder der königlichen Familie.

## Werke (soweit bekannt)
- Études de violon ou caprices (zus. mit Franz Benda)
- Sonate A-Dur für V. und Basso[6]